# Zwiebelmuster

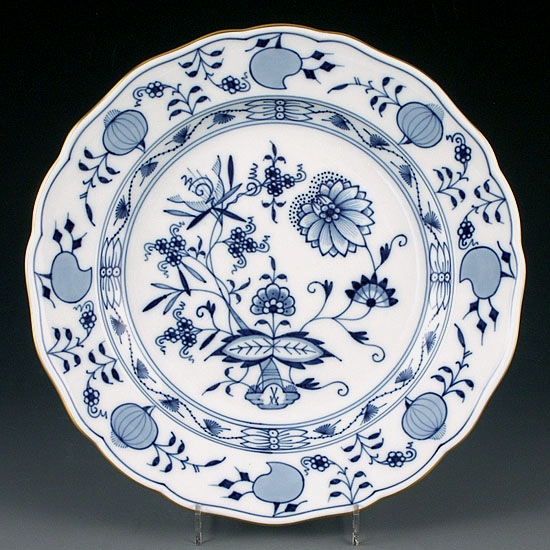
Meissner Teller mit Zwiebelmusterdekor

Zwiebelmuster wird ein kobaltblaues Unterglasurdekor auf Porzellan genannt. Es ist das erfolgreichste Blaudekor der Porzellangeschichte.

## Herkunft
Das Zwiebelmuster wurde ab 1730 nach fernöstlichen Vorbildern entwickelt. Eines der ältesten Vorbilder ist das Blauweiß-Porzellan der frühen Ming-Zeit um 1420. Es war eines der ersten der Meissener Porzellanmanufaktur. Um 1740 wurde es von verschiedenen Fayencefabriken übernommen, jedoch erst um 1768 von anderen Porzellanmanufakturen – zuerst von der KPM Berlin. Die Bezeichnung „Zwiebelmuster“ löste um 1850 die bis dahin üblichen Bezeichnungen als „ordinaire Mahlerey“ und „ordinair blau“ ab. Dieses Dekor war im 18. Jahrhundert nicht sehr verbreitet und wurde zwischen 1790 und 1830 kaum produziert. Seit 1860 gehörte es in wohlhabenden Bürgerkreisen Deutschlands zum guten Ton, ein Zwiebelmuster-Service zu besitzen.
Das Meissner Zwiebelmuster entstand nach einem etwas anders strukturierten chinesischen Vorbild, das die „drei gesegneten Früchte“ zeigte: Pfirsich, Granatapfel und Zitrone (eine gestreifte Melonen- bzw. Tigerzitrone als Fruchtvariante), die als Symbole für Fruchtbarkeit, Leben und Langlebigkeit galten. In der Meissner Gestaltung verschmolzen Zitrone und Granatapfel zur Zwiebel.

## Botanische Motive

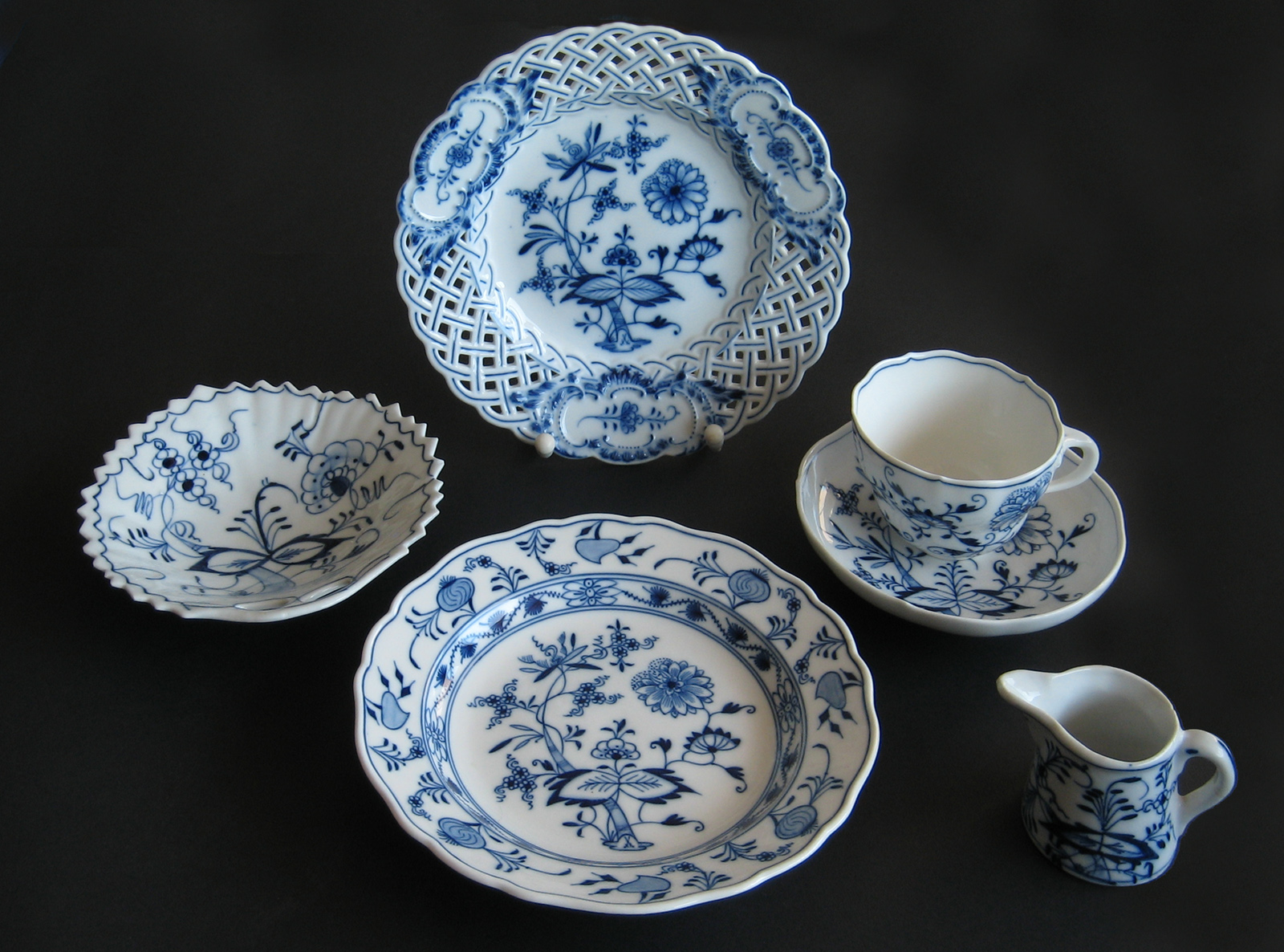
Zwiebelmuster-Teile von verschiedenen Manufakturen

Der ursprüngliche Zwiebelmusterdekor teilt sich in drei Motive gemäß der Tellereinteilung: Spiegel-, Fahnen- und Kehlenmotiv. Diese Motive lassen sich botanisch nur ungenau bestimmen, weil schon die asiatischen Vorbilder zur Stilisierung neigten und die Meissner Maler diese Stilisierung durch Abstraktion noch verstärkten. Trotz gewisser Abwandlungen bleiben die Grundmotive bis heute unverwechselbar.

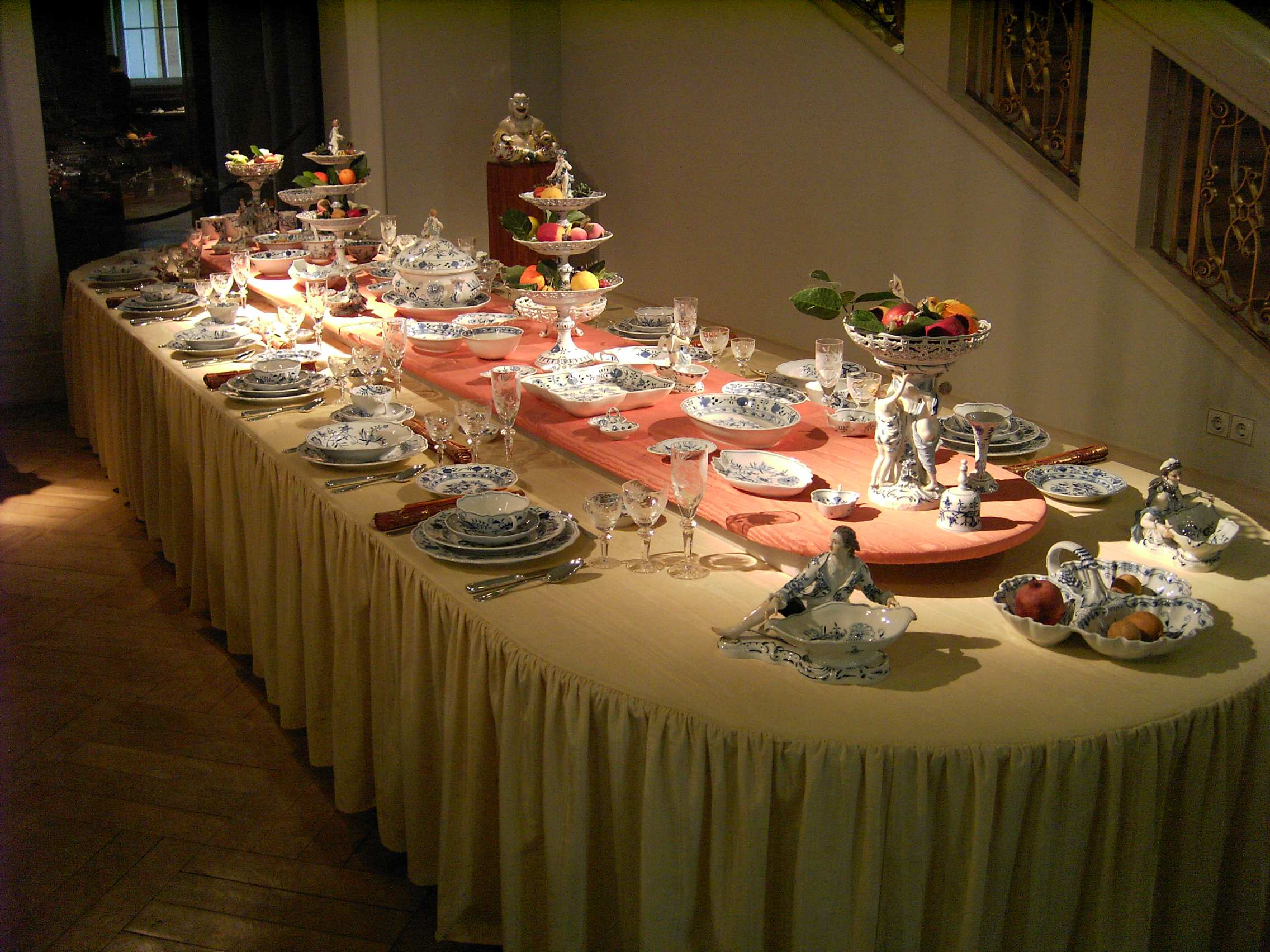
Zwiebelmuster-Service, Porzellanmanufaktur Meissen

- Das Spiegelmotiv besteht aus einem Chrysanthemenzweig, einer Bambusstaude und einem Rankengewächs, die aus einer Scholle emporwachsen. Die große Chrysanthemenblüte umgeben punktierte Staubgefäße, eine weitere ist unentfaltet in Seitenansicht wiedergegeben. Das Rankengewächs treibt Prunusblüten (eventuell Pfirsich-, Aprikosen-, Pflaumen- oder Mandelblüten). In der Mitte befindet sich ein gezacktes Doppelblatt und eine Päonienstaude – wohl eine Pfingstrose, die seit über 1000 Jahren kultivierte Nationalblume Chinas.

Kaffeekanne, Briefmarke der Deutschen Post der DDR (1960)

- Das Kehlenmotiv (die Bordüre) besteht aus Lotosblüten und Rankenpflanzen, die bei Meissen girlandenartig ausgeführt wurden. Daraus entwickelte sich die heute übliche, schematisierte „Büschelkante“.
- Das Fahnenmotiv bestand ursprünglich aus drei Früchten: Pfirsich, Granatapfel und Melone. Die ergänzenden Päonienblüten wurden bei  Meissen zu Phantasiegebilden, und die großen Dreiblätter dazwischen wurden mit der Zeit weggelassen, häufig fehlt auch der Granatapfel. Botanische Widersprüche in der Früchtedarstellung sind auf die Malerhandschrift zurückzuführen – etwa die manchmal vom Granatapfel auf den Pfirsich übertragenen Aufplatzungen, der vom Granatapfel auf die Melone übertragene Kelchrest oder die Anzahl der Stiele an der Melone.

## Erfolg durch Design
Der Erfolg des Zwiebelmusterdesigns erklärt sich aus seiner Flexibilität. Die Kombination aus Zweigen, Ranken, Blüten und Früchten lässt sich dekorativ auf Flächen jeder Größe und Form aufbringen. Durch die große Serie lassen sich beschädigte oder fehlende Stücke ersetzen oder ergänzen. Ein Zwiebelmuster-Service kann geänderten Essgewohnheiten angepasst werden. Als um die Mitte des 19. Jahrhunderts das Kaffeetrinken zu einer eigenständigen Mahlzeit in der zweiten Tageshälfte wurde, konnte der Kuchenteller (Mittelteller) als Ergänzung zur Kaffeetasse mit Untertasse eingeführt werden. Zuvor wurde Gebäck als Dessertgang eines mehrgängigen Essens auf Schalen gereicht oder von kleinen Kristalltellern gegessen.

## Produktvielfalt
Allein im 19. Jahrhundert wurden über 1000 verschiedene Meissner Produkte mit dem Zwiebelmuster dekoriert: Gefäße, Gedecke, Geschirre, Küchengeräte. Schon zu dieser Zeit erschien es auch auf Kaffeedecken, Servietten und sogar auf Briefpapier. Inzwischen werden von allerlei Herstellern auch Blechdosen, Tücher, Vorhänge, elektrische Eierkocher und vieles mehr in diesem Dekor angeboten – allerdings darf seit 1888 nur die Meissner Porzellanmanufaktur die Schwertermarke im Fuß der Bambusstaude anbringen. Varianten in anderen Farben erhielten oft neue Bezeichnungen.

## Herstellung
Das detaillierte Muster wird in der Meissener Porzellanmanufaktur bis heute von Hand gemalt. In anderen Manufakturen wurde schon im 19. Jahrhundert das Umdruckverfahren eingeführt.

## Anbieter
Neben der Meissener Manufaktur ist die Manufaktur Teichert bekannt (Bürgerlich Meißen), die zunächst in Meißen produzierte und von 1885 bis 1896 eine Filiale in Eichwald (Böhmen) betrieben hat. Wegen Zollschwierigkeiten wurde diese Filiale an den Unternehmer Bernhard Bloch (1836–1909) verkauft, der sie unter dem Namen „B. Bloch & Co. Porzellan-, Majolika-, Ofen- und Terracottafabriken, Böhmen, Eichwald/Dubí“ weiterführte. In der Porzellanfabrik Dubí wird bis heute Porzellan mit dem Zwiebelmuster-Dekor unter dem Markennamen „Original - Bohemia - Zwiebelmuster“ hergestellt. Seit dem Beginn des 20. Jahrhunderts wurden Zwiebelmusterkeramiken von Hutschenreuther aus Selb bekannt.
Weitere Hersteller und Labels, unter denen der Zwiebelmusterdekor angeboten wird, sind Villeroy & Boch, Winterling (ehem. Oscar Schaller & Co.), Triptis, Kahla (2 Dekore), Alt Mitterteich, Zehendner Tirschenreuth, Tettau Bavaria, Marienbad, Wellco, Sandra Rich, gepo Royal Mainhausen, Gerold Porzellan Bavaria, Schumann Bavaria, Karlsbader (Bohemia), Harmonia Crivisa (Spanien), Cluj-Napoca (Rumänien) und auch Blue Danube (Japan).